# Sigmund Zois von Edelstein
Karl Sig[is]mund Zois [Zoys], Freiherr von Edelstein, slowenisch auch Žiga Zois genannt (* 23. November 1747 Triest; † 10. November 1819 Laibach), lebte im Herzogtum Krain, einem Land im Kaisertum Österreich. Er war Unternehmer, Gelehrter, Schriftsteller und Mäzen. Als Besitzer von Berg- und Eisenwerken in Oberkrain und der Wochein sowie als Metallurg beschäftigte er sich intensiv mit den Naturwissenschaften (Chemie, Geowissenschaften, Zoologie, Botanik). Unter den slowenischen Erneuerern (slowenisch Preroditelj), die Sprache, Kultur, Landeskunde und Selbstbewusstsein der Slowenen pflegten, war er führend. Zois gilt als der reichste Krainer seiner Zeit.

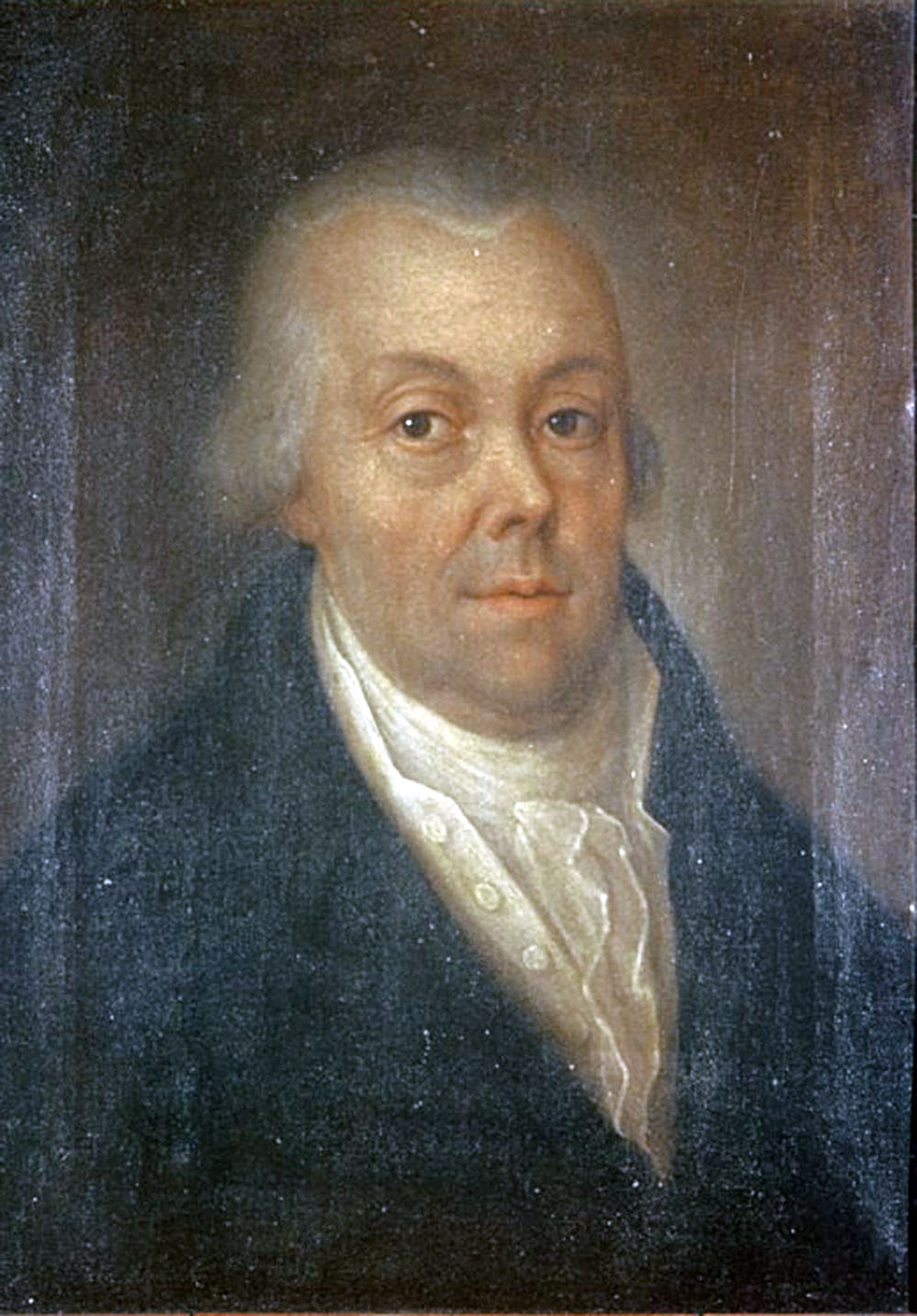
Andreas Herrlein: Sigmund Zois von Edelstein, Porträt

## Leben
Sigmund Zois war Sohn von Michael Angelo Zois (1694–1777), der in der habsburgischen Lombardei geboren wurde und im frühen 18. Jahrhundert in das ebenfalls zur Habsburgermonarchie zählende Krain übersiedelte, und seiner zweiten Ehegattin Johanna Katharina Kappus von Pichelstein aus einer Krainer Familie. Baron Zois galt als reichster Mann des Herzogtums. Er sandte seinen Sohn zu standesgemäßer Erziehung an die Ritterakademie in Reggio im Österreich damals politisch nahestehenden Herzogtum Modena. Anschließend wurde Sigmund auf Bildungsreisen geschickt und kehrte erst 1768 nach Laibach zurück, um seinem mittlerweile 74-jährigen Vater im Geschäft zu helfen. Hier wurde er mit kaiserlicher Genehmigung als 21-Jähriger für großjährig erklärt (die Großjährigkeit trat sonst mit vollendetem 24. Lebensjahr ein) und erhielt aus dem Vermögen des Vaters 60.000 Gulden in bar sowie diverse Grundstücke.
1777 wurde Sigmund Zois, der sich, für die Angestellten seines Vaters überraschend, als geschäftlich versiert und umsichtig erwies, sein Universalerbe. Da er die Führung der geerbten Betriebe seinem Cousin und Teilhaber Bernardino Zois überließ, konnte er sich von seinem Sitz in Laibach aus intensiv seinen weit gespannten Interessen widmen. Sigmund Zois blieb unverheiratet.

### Zois' Tischrunden

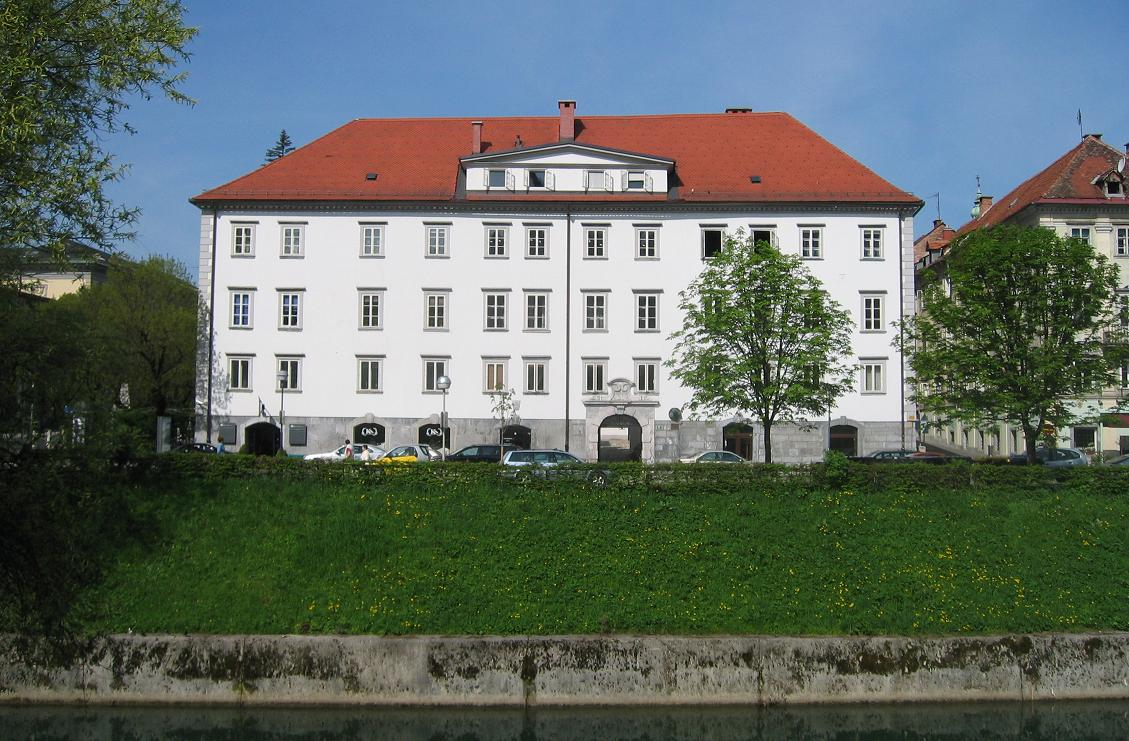
Zois' Herrenhaus in Laibach

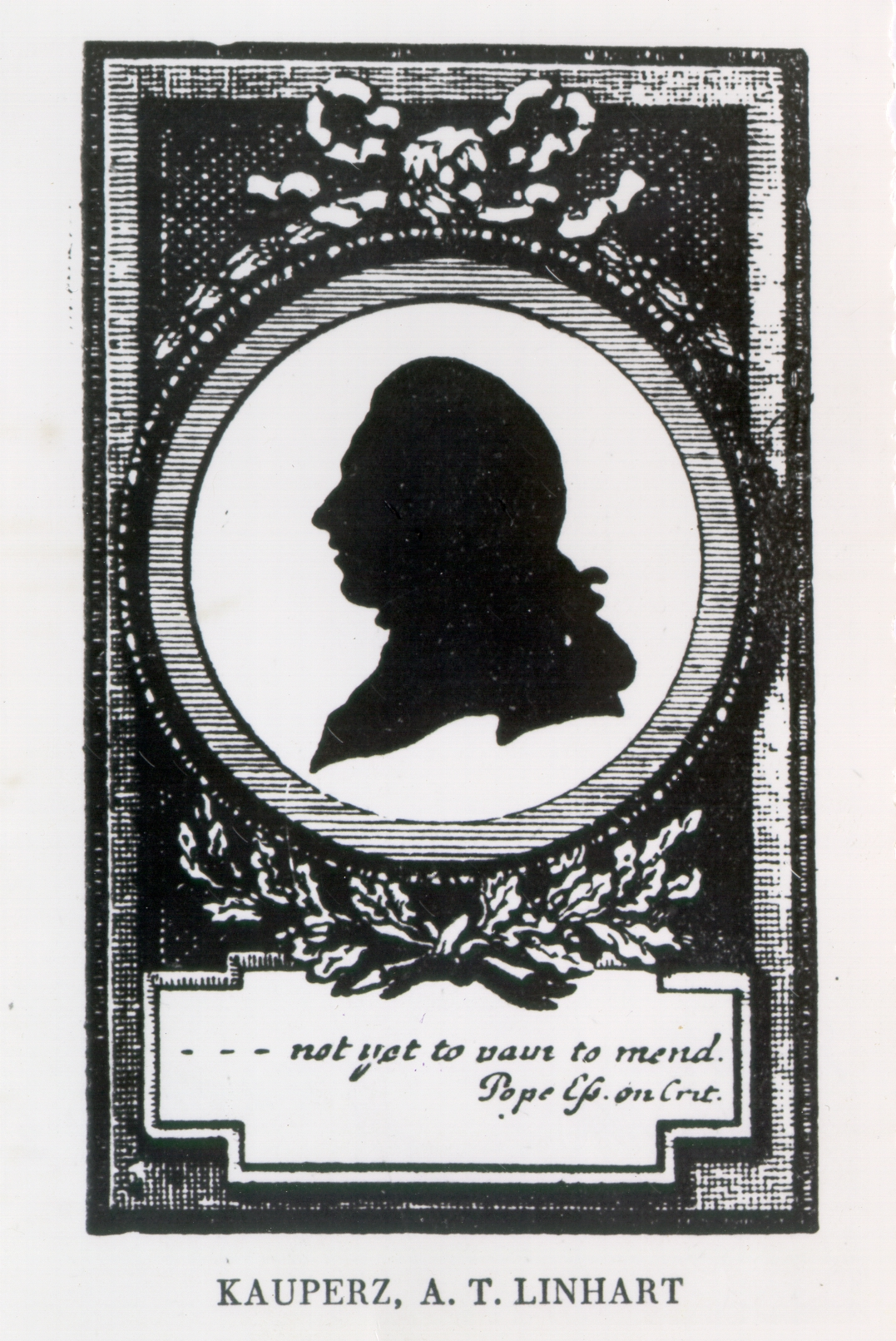
Anton Tomaž Linhart (1785), ständiger Gast bei Zois' Tischrunden

Seit 1780 empfing Zois im aus sechs miteinander verbundenen Gebäuden entstandenen Herrenhaus an der Ljubljanica in Laibach, Breg 22 („am Rain des Laibachflusses“ - Breg ist die slowenische Übersetzung von "Rain, Ufer"); sein persönliches Appartement hatte 17 Zimmer. Regelmäßig zu Gast waren der Priester Jurij Japel und Blaž Kumerdey, Direktor der Krainer Normalschulen. Die beiden gaben 1784–1786 unter der Patronanz von Fürstbischof Johann Karl von Herberstein das Neue Testament in Slowenisch heraus: „Sveto pismu noviga testamenta, i. e. Biblia sacra in Slavo-Carniolicum idioma translata“. Darüber hinaus war der Dichter Anton Tomaž Linhart regelmäßig bei Zois' Gesprächen anwesend, von 1793 bzw. 1796 an auch der Franziskaner und Dichter Valentin Vodnik, ab 1803 schließlich Jernej Kopitar, „der vor seiner Anstellung an der k. k. Hofbibliothek in Wien durch acht Jahre die Stelle eines Secretärs, Mineraliencabinets- und Bibliotheksaufsehers bei Zois bekleidet“ hatte. Dieser nannte Zois in einem Brief „das Zentrum der Kultur in Krain. Er ist nicht nur Freund und Beförderer, sondern auch in hohem Grade Kenner des Slawischen“.

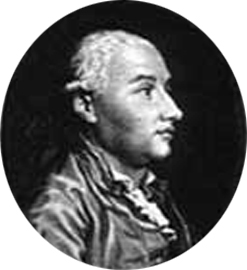
Gast bei Sigmund Zois: Balthasar Hacquet, Anatom und Triglav-Besteiger

Weniger regelmäßig waren andere bei Zois zu Gast, darunter der 15 Jahre in Laibach unterrichtende Anatom Balthasar Hacquet, dem er den ortskundigen Begleiter Willomitzer zur geplanten Ersteigung des Triglavs, des höchsten Berges von Krain, mitgab, und der Architekt Joseph Schemerl von Leythenbach (1752–1844), k.k. Hofrat und Hofbauratsdirektor, ein Experte für Fluss- und Straßenbau. Zois verstand es als Gastgeber, die Talente jedes einzelnen zu stimulieren, der Beiträge zu Sprache, Literatur, Landeskunde und der Sammlung von aktuellem Wissen liefern konnte.
Hundert Jahre später wurde vermerkt, Zois habe einen „echten und rechten Musenhof“ betrieben und „hier seine reichen naturgeschichtlichen und technologischen Sammlungen, sein reichhaltiges mineralogisches Cabinet und seine trefflich ausgewählte Bibliothek allen Freunden der Wissenschaft, allen Wißbegierigen und Lerneifrigen stets zu unbeschränkter Benutzung offen“ gehalten. Des Weiteren wurden „sein vielumfassender Geist, seine umfassende Bildung, seine Erfahrungen und Studien und sein Sammelfleiß“ gerühmt.

### Geologie
Gestützt auf seine geologischen Kenntnisse, griff Zois in die Auseinandersetzung zwischen Neptunisten und Vulkanisten ein, die über die Gebirgsbildung uneinig waren. Er wies anhand gefundener Versteinerungen nach, dass der Kalkstein, aus dem sich der Triglav aufbaut, aus Meeresablagerungen entstanden ist. Sigmund Zois‘ Mineraliensammlung wurde Grundstein des 1821 gegründeten und 1831 feierlich eröffneten Krainischen Landesmuseums in Laibach; heute ist die Sammlung im Prirodoslovni muzej Slovenije (dem Naturkundlichen Museum Sloweniens) zu sehen.
Um die Jahrhundertwende entsandte Zois zwei Mineraliensucher auf die Saualpe im benachbarten Herzogtum Kärnten; Simon Prešern brachte von dort 1805 das von Zois Saualpit genannte, bis dahin nicht bekannte Mineral zu ihm; später wurde es zu Zois' Ehren Zoisit genannt. Außerdem brachte Preschern das der Fachwelt ebenso neue „Karinthin“ zu ihm.

### Förderer und Unterdrücker

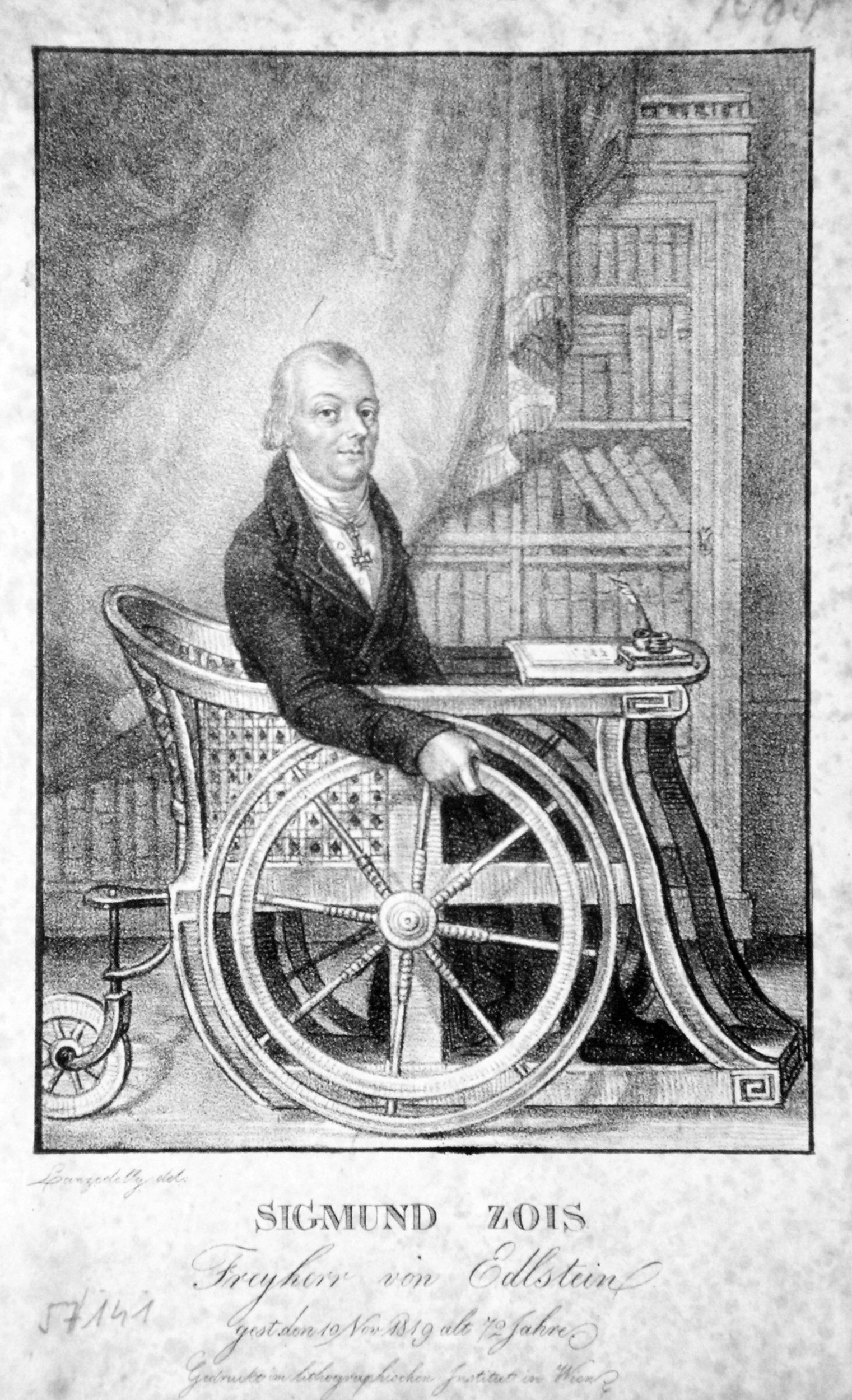
Sigmund Zois, Lithographie von Josef Lanzedelli d. Ä. um 1820

In Laibach initiierte und förderte Zois den Straßenbau, die Anlage des Botanischen Gartens, den Bau eines (deutschen) Theaters (dessen Hauptaktionär er wurde) und den Ausbau der Lycealbibliothek. Andererseits ließ er in den siebziger und achtziger Jahren des 18. Jahrhunderts seine Verwalter mit großer Härte gegen unzufriedene Bauern vorgehen, die auf seinem Gut Egg 1783 einen Aufstand machten. Erst unter dem Eindruck der französischen Revolution beauftragte Zois seinen Verwalter zu „größter Nachgiebigkeit“ gegenüber den Bauern, da er um sein Eigentum fürchtete. Von 1797 an bewegte sich Zois, dessen Beine durch Podagra gelähmt waren, im Rollstuhl.
Als Krain 1809–1813 von Frankreich annektiert und Teil der Illyrischen Provinzen war, nahmen neben Zois' üblichen Gästen „auch die französischen Generale, an der Spitze der Generalgouverneur Marschall Marmont Herzog von Ragusa, Officiere aller Grade, Gelehrte und Charles Nodier (Bibliothekar der Laibacher öffentlichen Studienbibliothek)“ am gesellschaftlichen Leben des Freiherrn teil, wodurch Schwierigkeiten der Einheimischen mit den Besetzern teilweise behoben werden konnten. Aus Sigmund und Carl Zois' Nachlässen wurden 4.400 Bände wissenschaftlicher Werke in diversen Sprachen für die k. k. Lycealbibliothek in Laibach angekauft.

## Familie

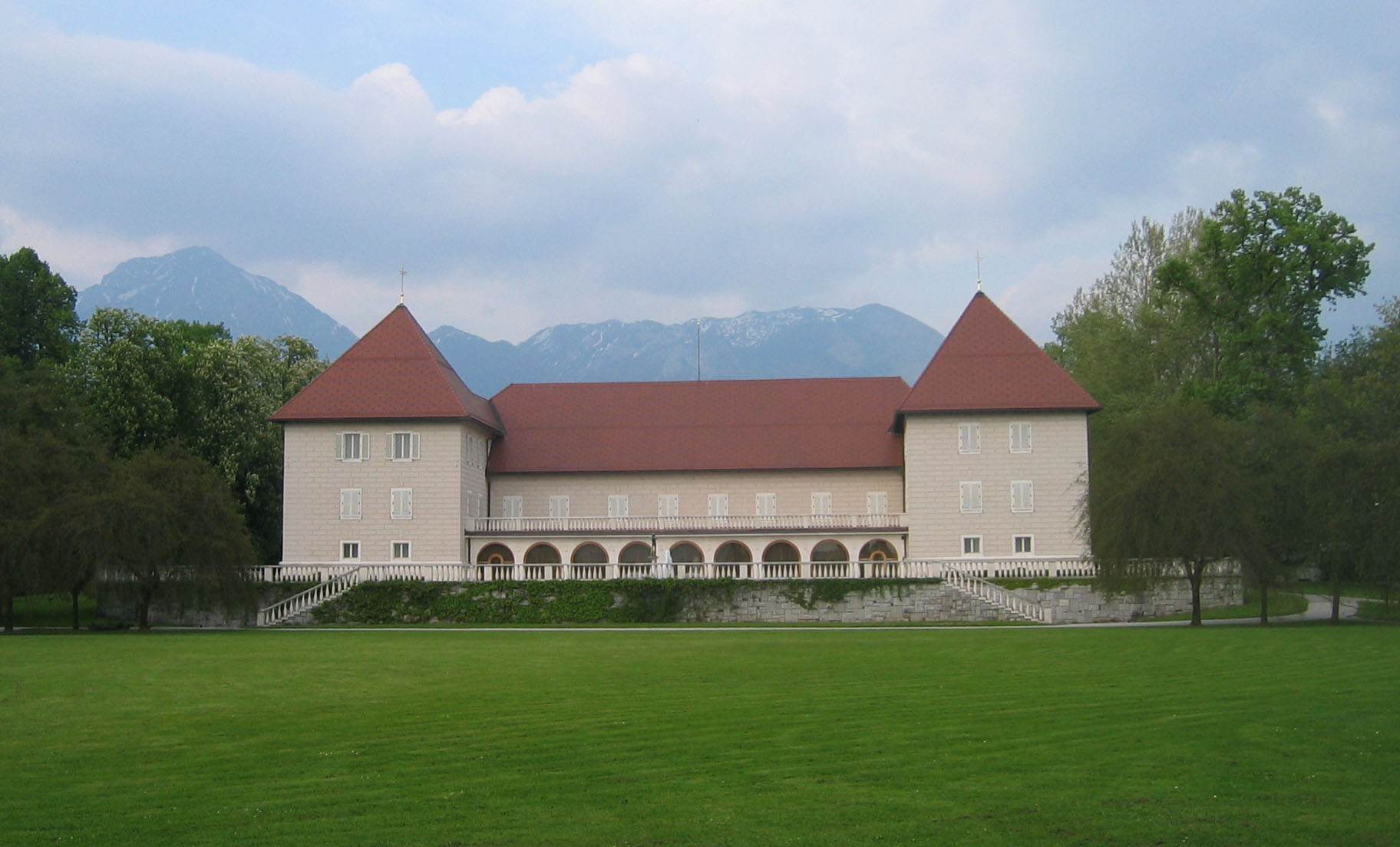
Schloss Egg bei Krainburg / Brdo pri Kranju, von Sigmund Zois' Vater erworben und als Fideikommiss (Stiftung für die Familie) eingerichtet; Sigmunds Bruder Carl lebte im Schloss. Hier erlitt Marschall Tito 1980 seinen zum baldigen Tod führenden Schlaganfall.

Die Herkunft der Familie Zois blieb bis heute unerforscht. Erwiesen ist, dass die Vorfahren der Krainer Zois im 16. Jahrhundert im bergamaskischen Dorf Cacodelli, das zur Pfarre Berbenno gehörte, gelebt haben. Unklar ist jedoch, von wo sie dorthin gekommen sind. Darüber gibt es unterschiedliche Versionen. Sigmund Zois berichtete, das Herkunftsland  seiner Familie sei die Schweiz gewesen. Einer anderen Version zufolge hatten die Zois griechische Wurzeln und kamen über Spanien ins Bergamaskische. Sigmunds Vater Michelangelo hinterließ Unterlagen, denen zufolge das Geschlecht aus den Niederlanden stamme und aus religiösen Gründen in die Gegend von Bergamo übersiedelt sei.
Sigmund Zois’ Vater Michael Angelo (Michelangelo) Zois (1694–1777) lebte ursprünglich in Cacodelli bei Berbenno nordwestlich von Bergamo, Lombardei. Weshalb er von dort nach Krain übersiedelt ist, ist unklar. Er trat in Laibach, selbst noch unbemittelt, in das Großhandelshaus seines Landsmannes Peter Anton von Codelli ein und konnte den Betrieb auf Grund seines kaufmännischen Geschicks später von dessen Neffen Augustin Codelli von Fahnenfeld übernehmen. Michael Angelo Zois erwarb im Eisenhandel und als Bergwerksbesitzer enormen Reichtum. Neben Liegenschaften in Laibach besaß er mehrere Häuser in Triest (wo Sigmund geboren wurde) und kaufte Schloss Egg / Brdo bei Krainburg, das er als Fideikommiss der Familie bestimmte. 1739 wurde er von Kaiser Karl VI. wegen seiner Verdienste um die Wirtschaft geadelt und erhielt das selbst gewählte Prädikat Ritter von Edelstein. 1760 erreichte er mit einer Spende von 40.000 Gulden an die im Siebenjährigen Krieg stehende Kaiserin Maria Theresia die Erhebung zum Freiherrn.
Michael Angelo Zois war in erster Ehe mit Maria Anna Josefa Perneker verheiratet. Ihr Erstgeborener August (1731–1808), Sigmunds Halbbruder, übersiedelte nach Graz und begründete die steirische Linie der Familie.
In zweiter Ehe heiratete Sigmunds Vater die Einheimische Johanna Katharina Kappus von Pichelstein, mit der er acht weitere Kinder hatte, darunter Sigmunds Bruder Joseph (1748–1817), der als einziger der drei Brüder aus dieser Ehe Kinder hatte und damit die krainische Linie der Familie begründete. Josephs Sohn Carl (1775–1836) war mit Seraphine Gräfin Eichelburg verheiratet; das große Grabmal der beiden befindet sich auf dem Laibacher Friedhof Žale. Ein Urenkel von Carl war der  Jurist, Staatsbeamte, Schriftsteller und Journalist Michelangelo von Zois (1874–1945).
Sigmunds zweiter Bruder, der botanisch tätige Carl Zois von Edelstein (1756–1800), wie Sigmund unverheiratet und kinderlos, lebte zumeist auf Schloss Egg / Brdo. An ihn erinnern die Blumen Zois-Glockenblume (Campanula zoysii) und die Unterart des Langsporn-Veilchens Viola calcarata subsp. zoysii, die er in den Krainischen Alpen entdeckte.

## Ehrungen
Zois’ außergewöhnliche wissenschaftliche Leistungen veranlassten diverse einschlägige Institutionen, ihn als Mitglied aufzunehmen: die Gesellschaft der naturforschenden Freunde in Berlin (1782), die Societät der Bergbaukunde (1786), die Imperialis Leopoldina-Carolina Academia Culturae Curiosorum in Erlangen (1793), die Académie Celtique in Paris (1806) und die Jenaer herzoglich-mineralogische Societät (1807). 1808 überreichte ihm die K. k. Landwirthschafts-Gesellschaft in Wien unter der Patronanz von Erzherzog Johann die Mitgliedsurkunde. 1809 zeichnete ihn Kaiser Franz I. von Österreich mit dem Kommandeurkreuz des Leopold-Ordens aus.

## Denkmäler

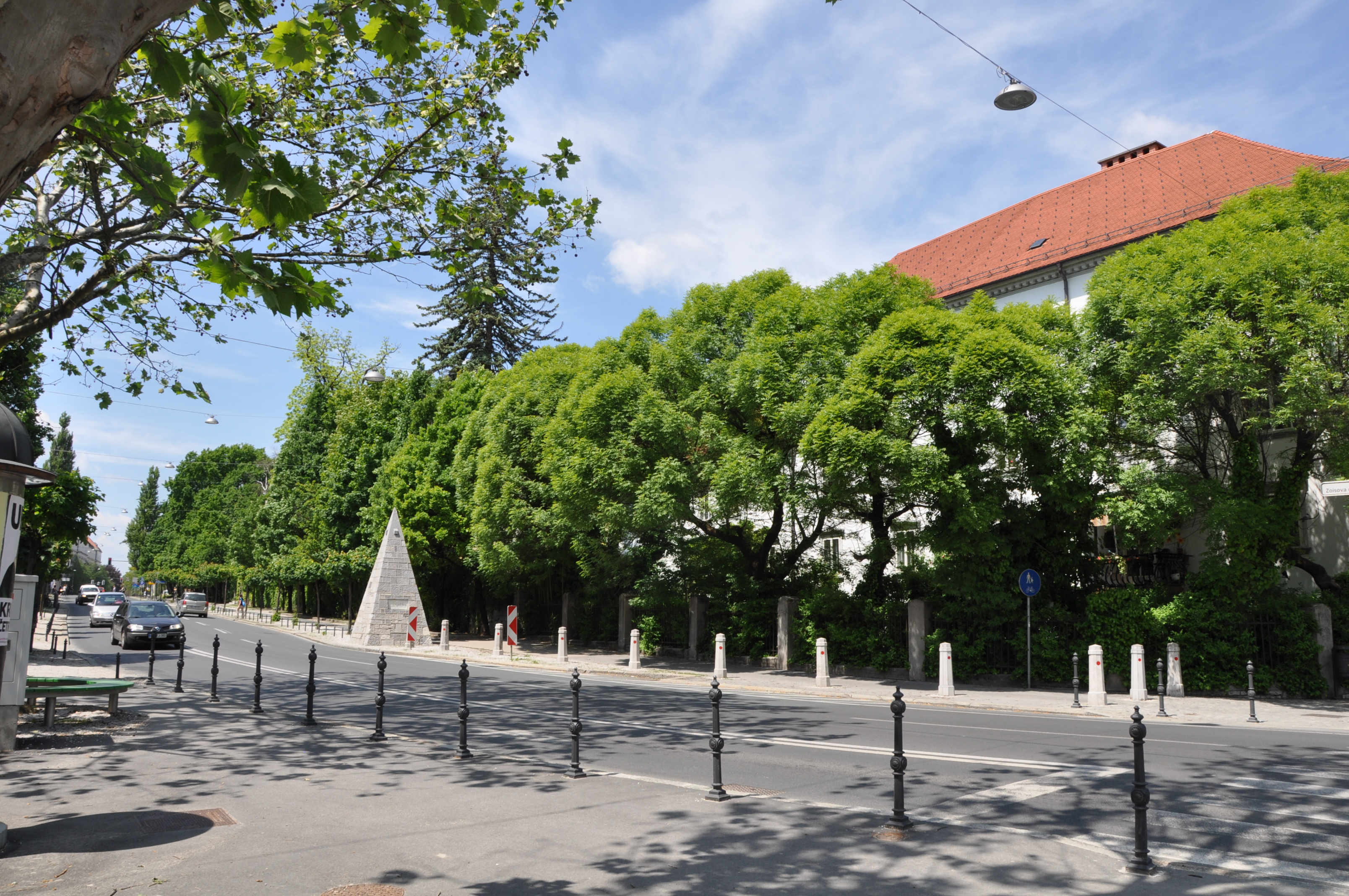
Pyramide in der Zoisstraße in Ljubljana

### Zois-Pyramide
In Laibach befindet sich am westlichen Ufer der Ljubljanica an der St.-Jakobs-Brücke / Šentjakobski most, dem östlichen Ende der Zoisstraße / Zoisova cesta, eine 1927 zur Erinnerung an Sigmund Zois von Josef / Jože Plečnik errichtete Pyramide.

### Sigmund-Zois-Büste
Rechts von der Eingangstür befindet sich eine Bronzebüste von Sigmund Zois, gestaltet von Mirsad Begić, aus dem Jahr 1993. Sie trägt die Inschrift: Žiga Zois - 1717-1819 NARAVOSLOVEC - GOSPODARSTVENIK - MECEN (Naturwissenschaftler - Ökonom - Mäzen).

### Belletristik
- Tita Kovač: Najbogatejši kranjec (Der reichste Krainer). Ljubljana 1979.